# ویلا سانتا لوچیا دلی آبروتزی
ویلا سانتا لوچیا دلی آبروتزی (به ایتالیایی: Villa Santa Lucia degli Abruzzi) یک کومونه در ایتالیا است که در استان لاکویلا واقع شده‌است. ویلا سانتا لوچیا دلی آبروتزی ۲۷٫۸۴ کیلومتر مربع مساحت و ۱۷۴ نفر جمعیت دارد و ۹۰۰ متر بالاتر از سطح دریا واقع شده‌است.

## نگارخانه

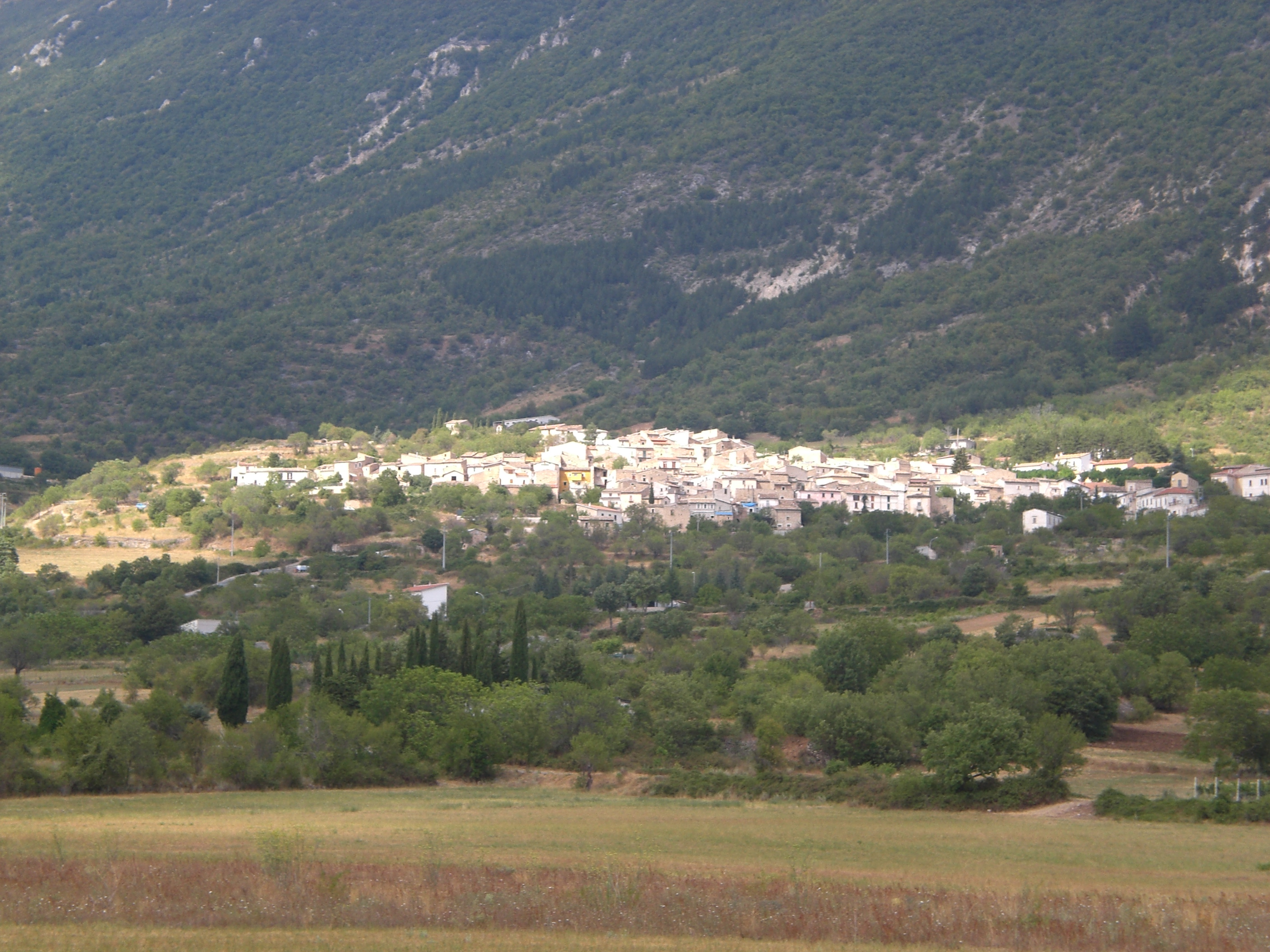
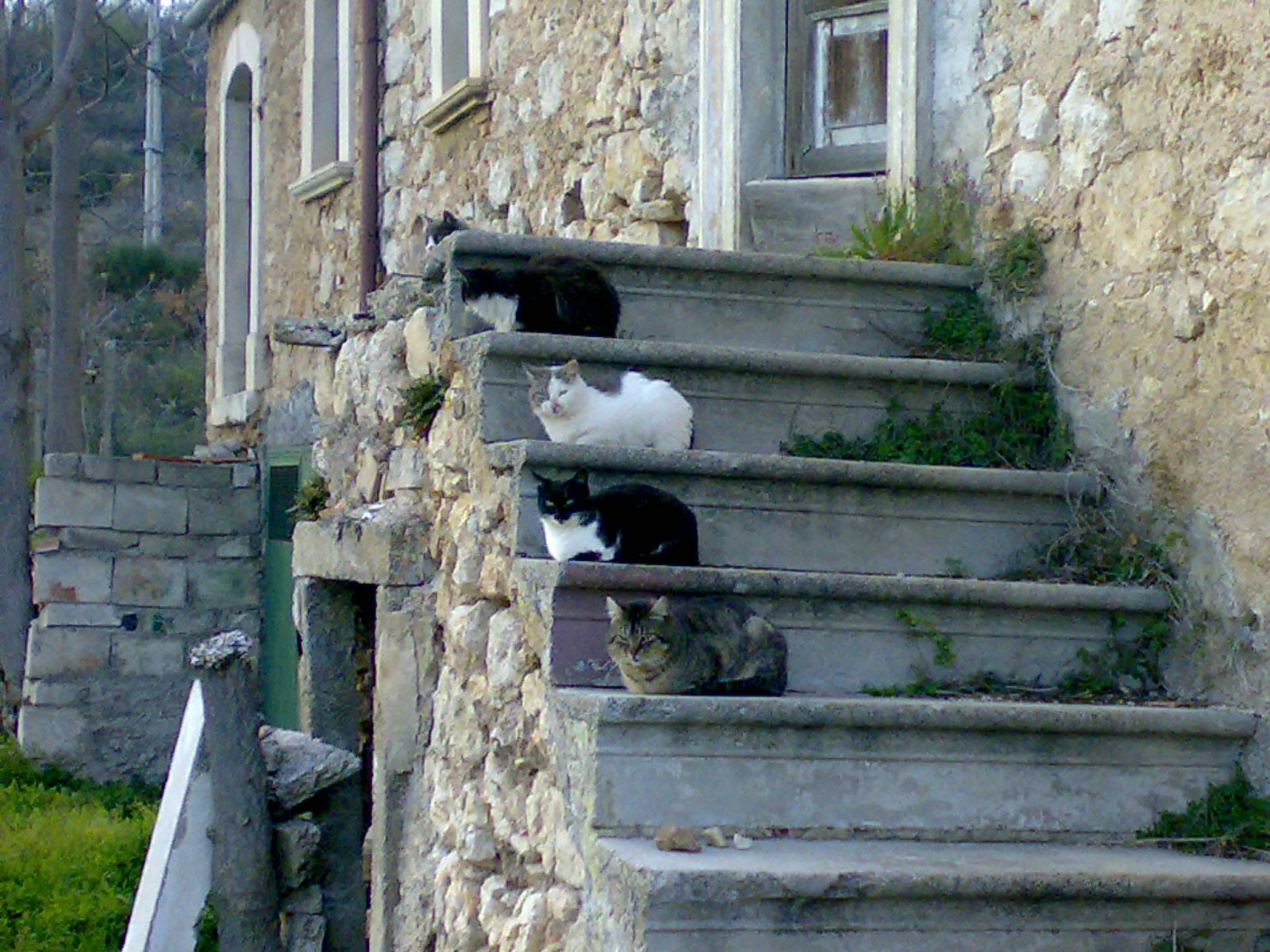
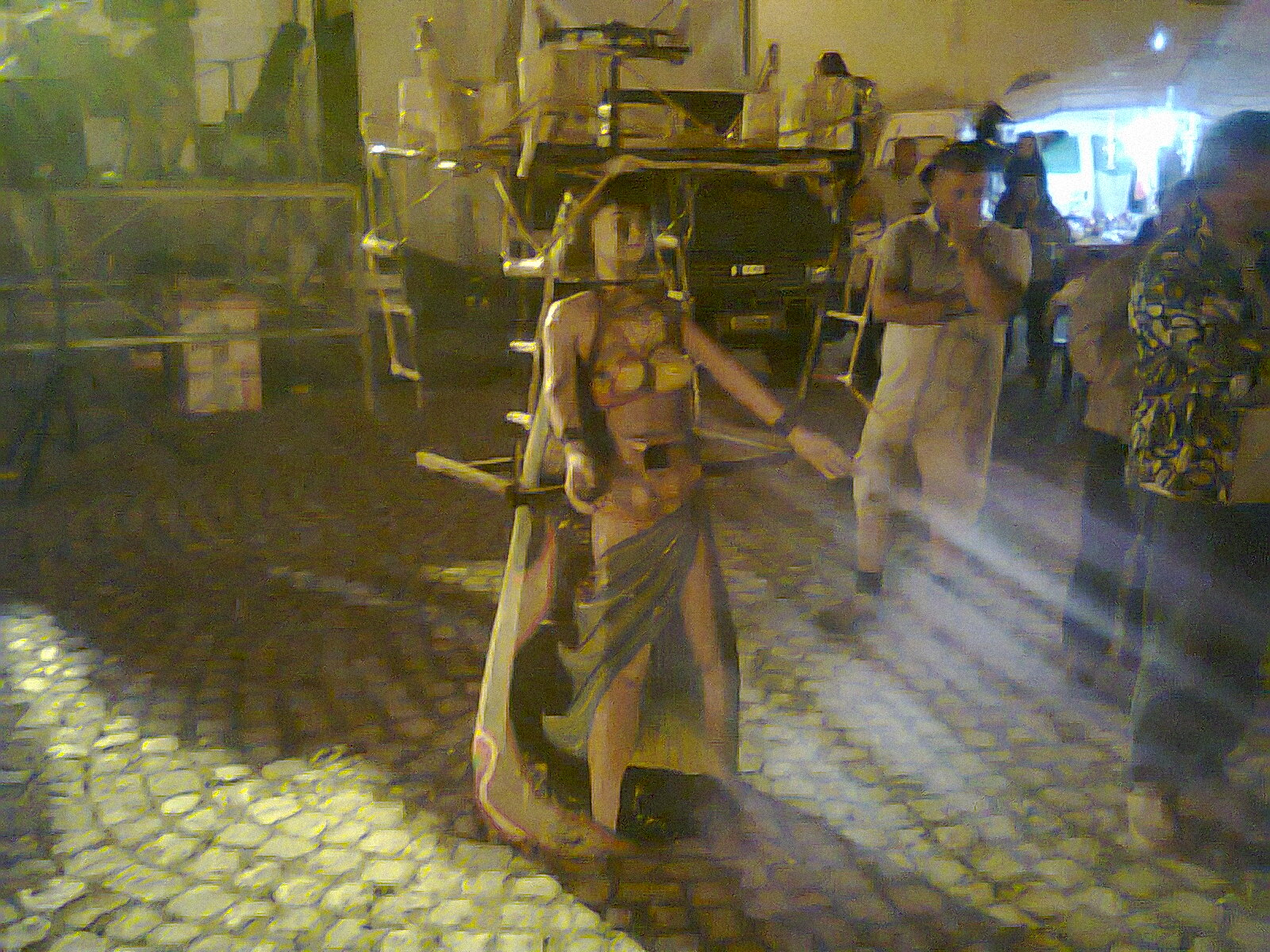
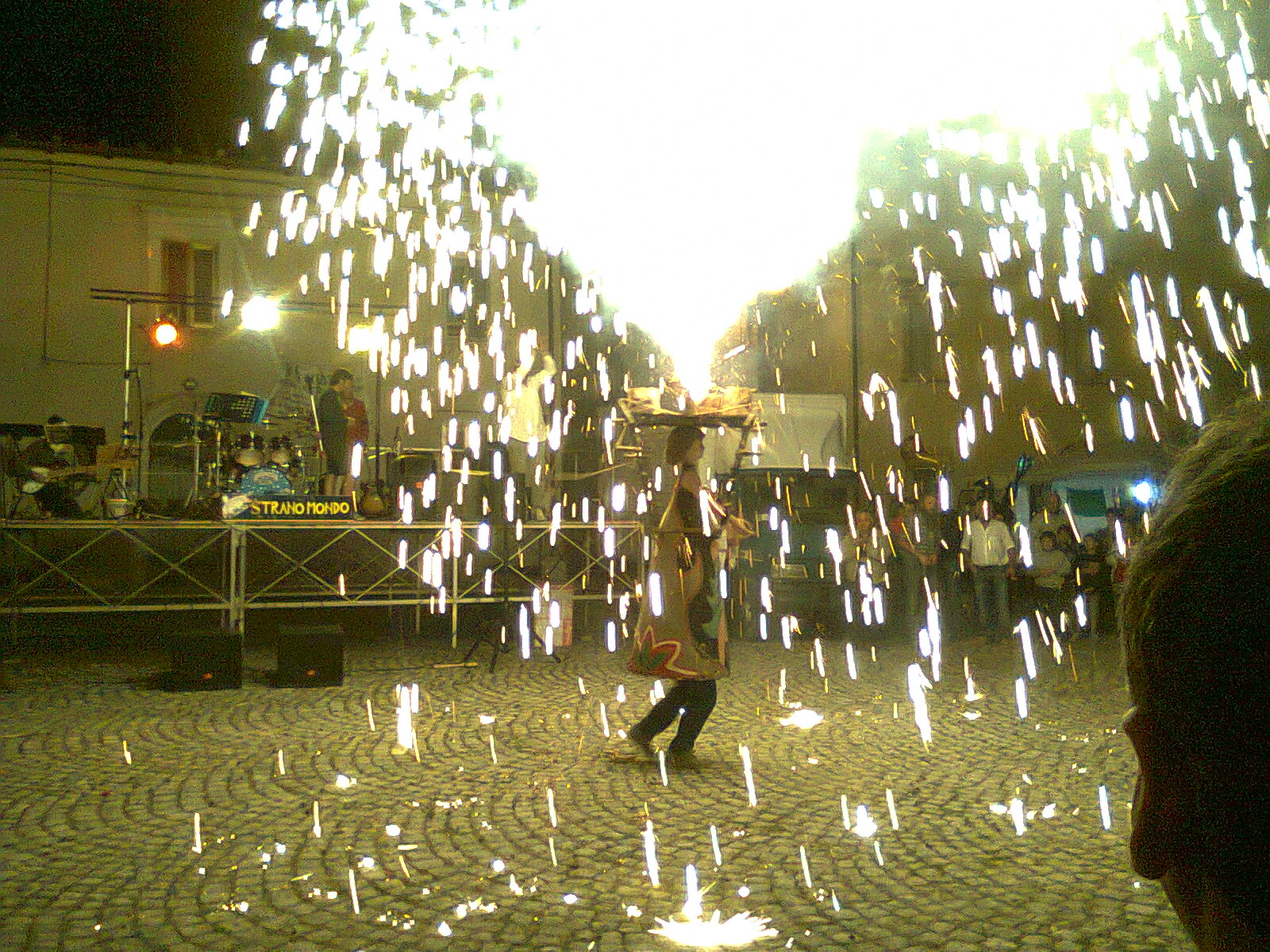
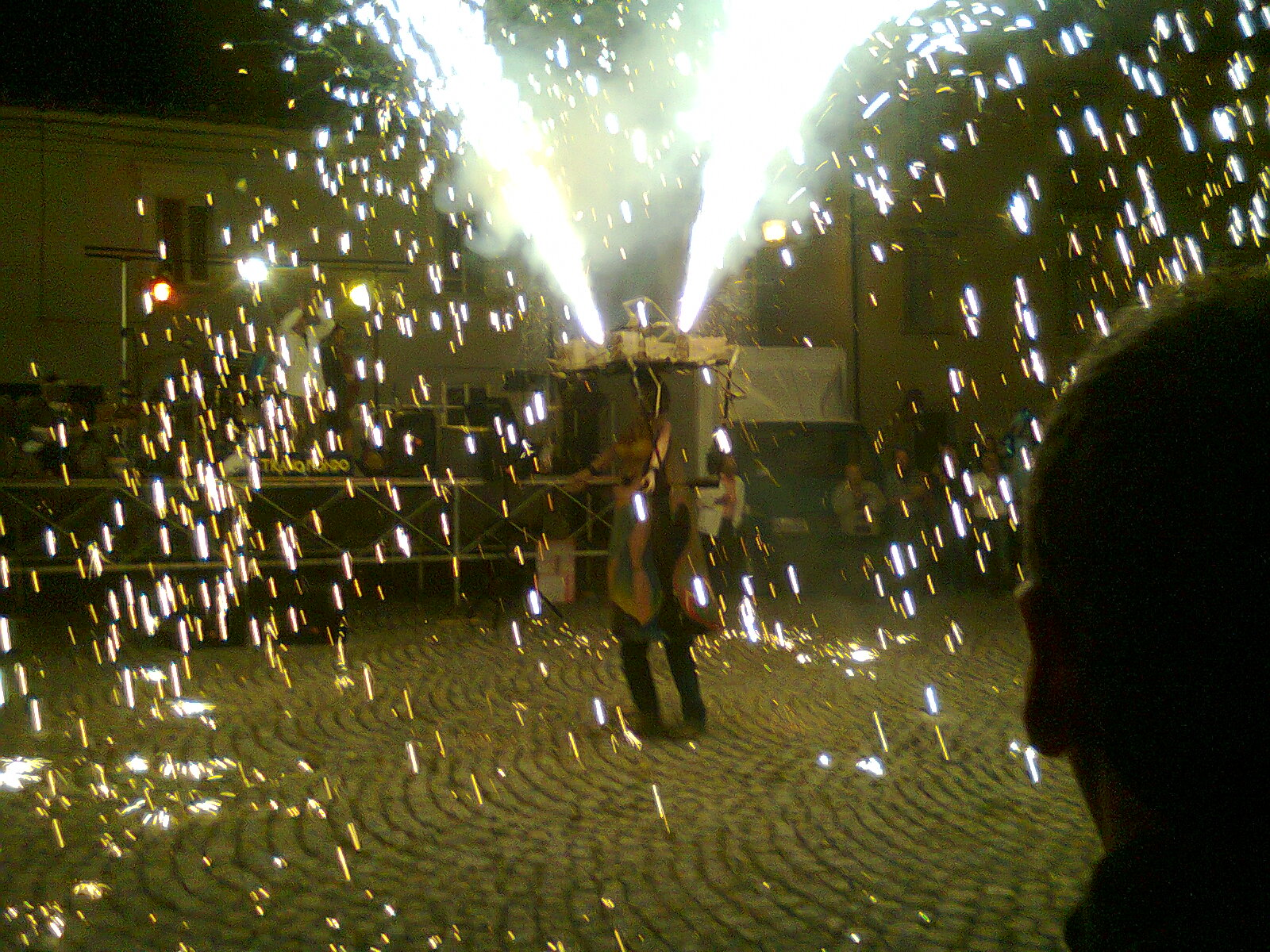